# Україна на пісенному конкурсі Євробачення 2012
Національний відбір України на пісенний конкурс Євробачення 2012 — був десятим відбором України на пісенний конкурс Євробачення, він відбувся 18 лютого 2012 року в будівлі національної телерадіокомпанії України (НТКУ), що розташована в Києві. За результатами голосування журі та телеглядачів перемогу у фіналі національного відбору здобула Гайтана з піснею "Be My Guest", вона набрала 41 бал.
Гайтана буде виступати у другому півфіналі пісенного конкурсу Євробачення 2012, що відбудеться 24 травня 2012 року.

## Хронологія подій національного відбору
23 серпня 2011 на сайті esctoday.com [Архівовано 18 вересня 2020 у Wayback Machine.] з'явилась інформація про те, що Україна начебто підтвердила участь у конкурсі, і національний відбір буде проведено в рамках проекту "Шоу №1" телеканалу Інтер.
Згодом на початку жовтня в інтерв'ю сайту "Телекритика" представники НТКУ заявили, що визначення представника України на Євробаченні 2012 ніяк не буде пов'язано з "Шоу №1" телеканалу Інтер.
25 листопада 2011 НТКУ офіційно оголосила про свою участь у пісенному конкурсі Євробачення 2012 та розпочала прийом заявок на участь у відборі. Національний відбір на конкурс буде проведений у форматі відкритого відбору (телеголосування).
20 січня 2012 року НТКУ анонсувала, що 23 січня буде завершений прийом заявок на участь у національному відборі України і 25 січня журі обере 19 учасників фіналу національного відбору. 20-м же учасником фіналу національного відбору стануть переможці проекту "Шоу №1" телеканалу Інтер — "Нереальні Пацани" при умові їх реєстрації до 23 січня 2012 року.
25 січня 2012 року національна телерадіокомпанія України обрала 20 фіналістів національного відбору на кастингах, що пройшли в будівлі НТКУ. До складу журі півфіналу відбору увійшли: Вікторія Романова (голова делегації України на конкурсах Євробачення), Влад Багинський (музичний продюсер НТКУ), Володимир Козлов (представник музичного телеканалу "Ru-Music") та співак Іво Бобул.
7 лютого 2012 року НТКУ оголосила, що жеребкування порядкових номерів виступу у фіналі відбору відбудеться 10 лютого 2012 року під час шоу "Шустер Live".
11 лютого 2012 року були оголошені результати жеребкування.
15 лютого 2012 року НТКУ оголосила 22-го фіналіста відбору (переможця на сайті Say.tv), ним став Макс Барських з піснею "Dance" з результатом 1056 голосів. Друге місце за результатами голосування на сайті Say.tv посіла Олена Штефан (857 голосів), третє і четверте місце посіли Євген Виноградов та гурт "La Festa" відповідно.
16 лютого 2012 року національна телерадіокомпанія України оголосила про зняття з фіналу національного відбору Матіаса.  НТКУ пояснила це тим, що це було зроблено з метою надання рівних можливостей для всіх учасників фіналу національного відбору, а також для припинення безпідставних чуток і домислів. Влад Багинський, який був членом журі під час півфіналу національного відбору, є музичним продюсером Матіаса, а також той фактор, що Матіас бажав виконати ще й англомовну версію своєї пісні, і стало справжньою причиною дискваліфікації.
17 лютого 2012 року національна телерадіокомпанія України оголосила виконавців які стануть спеціальними гостями фіналу національного відбору. Отже під час фіналу національного відбору виступлять наступні виконавці: Злата Огнєвіч, Альоша, Матіас, Анггун (представниця Франції на пісенному конкурсі Євробачення 2012) та Сінплус (представники Швейцарії пісенному конкурсі Євробачення 2012). 
18 лютого 2012 року відбувся фінал національного відбору в будівлі НТКУ, що розташована в Києві. До складу журі увійшли: Єгор Бенкендорф, Валід Арфуш, Юрій Рибчинський, Семен Горов, Марія Манюк, Рудольф Кірнос та Олена Мозгова. Одразу після завершення фіналу національного відбору були оприлюднені результати голосування журі та телеглядачів, згідно з якими перемогу у фіналі національного відбору здобула Гайтана з піснею "Be My Guest", набравши за результатами голосування 41 бал.

### Формат відбору
З 25 листопада 2011 по 23 січня 2012 року приймалися заявки на участь у національному відборі. 
25 січня 2012 року відбувся півфінал, де журі обрало 19 фіналістів національного відбору. До 19 фіналістів півфіналу, які подавали заявки на участь у національному відборі, були додані переможець проекту "Шоу №1" телеканалу Інтер (20-й фіналіст) та переможець інтернет-голосування на платформі "Say.tv" (21-й фіналіст).
25 січня 2012 року НТКУ ухвалила рішення обрати 20 фіналістів, а не 19 як було оголошено раніше. Таким чином у фіналі національного відбору брали участь 22 виконавці.

## Фінал національного відбору
Фінал національного відбору на пісенний конкурс Євробачення 2012 відбувся 18 лютого 2012 року, і в ньому брав участь наступний 21 виконавець.
| №  | Виконавець                      | Пісня                    | Журі | Глядачі | Сума | Місце    |
| -- | ------------------------------- | ------------------------ | ---- | ------- | ---- | -------- |
| 01 | Shanis                          | «Dream»                  | 10   | 6       | 16   | 17 місце |
| 02 | Віталій Галай                   | «I Want To Love»         | 3    | 4       | 7    | 20 місце |
| 03 | Макс Барських                   | «Dance»                  | 20   | 18      | 38   | 2 місце  |
| 04 | Оля Полякова                    | «Лепесток»               | 15   | 8       | 23   | 8 місце  |
| 05 | Едуард Романюта                 | «I'll Never Let Go»      | 9    | 19      | 28   | 5 місце  |
| 06 | Легкий Флирт                    | «MegaMix»                | 4    | 1       | 5    | 21 місце |
| 07 | Ігор Татаренко                  | «You're My Life»         | 8    | 14      | 22   | 10 місце |
| 08 | Михайло Грицкан                 | «Я так искал тебя»       | 1    | 16      | 17   | 16 місце |
| 09 | Маша Сазонова та Тихон Левченко | «I Close To You»         | 16   | 11      | 27   | 6 місце  |
| 10 | Марта                           | «My Heart Is Sorrowing»  | 7    | 12      | 19   | 11 місце |
| 11 | Гайтана                         | «Be My Guest»            | 21   | 20      | 41   | 1 місце  |
| 12 | Оксана Нестеренко               | «Mondo Blu»              | 18   | 17      | 35   | 3 місце  |
| 13 | Rapira                          | «Get Over»               | 2    | 10      | 12   | 19 місце |
| 14 | Андрій Богомолець               | «Are You Waiting For Me» | 17   | 2       | 19   | 11 місце |
| 15 | BONDarchuk                      | «I Don't Know Why»       | 13   | 5       | 18   | 14 місце |
| 16 | Рената Штіфель                  | «Love In Sunlight Rays»  | 6    | 21      | 27   | 6 місце  |
| 17 | Treeorange                      | «New Day»                | 5    | 13      | 18   | 14 місце |
| 18 | Nerealnye                       | «Just A Dream»           | 19   | 15      | 34   | 4 місце  |
| 19 | Уляна Рудакова                  | «Ти не один»             | 14   | 9       | 23   | 8 місце  |
| 20 | Марієтта                        | «Rainbow»                | 12   | 7       | 19   | 11 місце |
| 21 | Лена Волошина                   | «Let It Out»             | 11   | 3       | 14   | 18 місце |

### Спеціальні гості фіналу національного відбору
| Країна    | Виконавець                                                      |
| --------- | --------------------------------------------------------------- |
| Україна   | Альоша (Представниця України на Євробаченні 2010)               |
| Україна   | Злата Огнєвіч (Учасниця фіналу національного відбору 2011 року) |
| Україна   | Матіас (Український співак)                                     |
| Франція   | Anggun (Представниця Франції на Євробаченні 2012)               |
| Швейцарія | Sinplus (Представники Швейцарії на Євробаченні 2012)            |